# Knud Nielsen Benstrup
Knud Nielsen Benstrup (omkring 1691 i Ebeltoft – 26. februar 1742 i Ebeltoft) var en dansk søofficer og overfabrikmester.
Benstrup var født o. 1691 i Ebeltoft, hvor faderen var byskriver. Han blev sekondløjtnant 1714, premierløjtnant 1719, kaptajnløjtnant 1723 og kommandørkaptajn 1731. I sin ungdom studerede han skibsbyggeri i Frankrig og blev efter sin tilbagekomst 1729 ansat som fabrikmester på Holmen sammen med løjtnant Bragenæs, 2 år efter at admiral Ole Judichær, der i en lang årrække havde ledet skibsbyggeriet, var blevet afskediget som følge af en krigsretsdom. Bragenæs døde imidlertid samme år, han var blevet ansat, og efterfulgtes af kaptajnløjtnant Diderik Thura, med Benstrup som overordnet. I modsætning til Judichærs brede og langsomt sejlende, men stive skibe lagde Benstrup hovedvægten på skarpe, fine linjer, hvorved flåden kom i besiddelse af adskillige velsejlende orlogsskibe. Hans system billigedes dog ikke af alle flådens officerer, navnlig ikke af de ældre. Klagerne over hans konstruktioner må dog nu anses som ugrundede, thi marinebestyrelsen bandt i for høj grad hans hænder, i det den anviste alt for små summer til hvert enkelt skib, da den foretrak at have mange små i stedet for færre, men større kampskibe. 1731 udnævntes Benstrup, samtidig med at han var blevet forfremmet til kommandørkaptajn, til overfabrikmester.

## Sagen mod Benstrup
Af karakter synes han at have været heftig og opfarende, om end ærlig og rettænkende; det varede derfor heller ikke længe, inden han kom på en spændt fod med marinens dengang altformående overbestyrer, den dygtige, men herskesyge grev Frederik Danneskiold-Samsøe, til hvilken kommandørkaptajnerne Ulrik Frederik Suhm og Rasmus Krag samt underfabrikmesteren Diderik Thura straks sluttede sig. I 1734 nedsattes en kgl. kommission med det hverv at undersøge og bedømme Benstrups sidste nybygning, orlogsskibet Christianus Sixtus, som efter afløbningen var blevet lidt for dybt stikkende, og over hvilket den for øvrigt som skibskonstruktør uduelige Thura havde fremført klage. Kommissionen bestod af kommandørkaptajnerne Suhm, Krag, Neuspitzer og Coningh samt kaptajnerne Thura, Lütken og Lützow; dens flertal afgav en for Benstrup ufordelagtig dom, hvorimod Lütken og Lützow tog ham kraftig i forsvar.
For at komme til klarhed i sagen lod kongen (Christian VI) dem alle møde for sig, og ved den lejlighed udtalte Lütken sig så djærvt, at han pådrog sig såvel kongens som Danneskiolds unåde, hvilket atter havde til følge, at han året efter blev afskediget på en lige så uretfærdig som formløs måde. Benstrup selv fik senere tilladelse til at forsvare sig mod de rejste beskyldninger, men gjorde dette i et så heftigt og uærbødigt sprog (Benstrup synes egentlig ikke at have vist mangel på ærbødighed, men selve det, at han fastholdt at have retten på sin side, vakte anstød.), at man lod ham stille for en krigsret, der dømte ham til at have sit embede forbrudt og desuden til fængsel i Kastellet. Her forblev han til dokkens indvielsesdag, 26. maj 1739, da han atter benådedes og med en pension af 800 Rdl. årligt fik tilladelse til at tage bopæl i riget, hvor som helst uden for København. Han valgte Ebeltoft og levede der til sin død, 26. februar 1742. I sin funktionstid havde han konstrueret 14 orlogsskibe og 1 fregat. At marinen var dårligt tjent med at miste denne dygtige mand, fremgik straks deraf, at man året efter hans bortfjernelse så sig nødt til at indkalde den franske konstruktør Laurent Barbé, idet hverken Kragh, Thura eller overskibsbygmesteren Andr. Thuresen formåede at magte skibsbyggeriet på Holmen.